# Bernardino Moscati
Bernardino Moscati (Castiglione delle Stiviere, 2 dicembre 1705 – Milano, 17 settembre 1798) è stato un chirurgo, anatomista e ginecologo italiano, riformatore della sanità milanese nel Settecento.

## Biografia

### Giovinezza e formazione
Bernardino Moscati nasce a Castiglione delle Stiviere nel ducato di Mantova, viene in qualche occasione chiamato “bresciano” perché battezzato a Casalmoro, piccolo villaggio nei pressi di Asola, che allora era bresciana. Figlio di Carlo Moscati e Anna, Bernardino studiò dapprima a Mantova in un istituto religioso ed in seguito frequentò gli studi di medicina all’Ospedale di Santa Maria Nuova a Firenze ove era attiva la più importante scuola di Chirurgia toscana, aperta all’inizio del Seicento. A Firenze Moscati fu allievo del chirurgo preciano Antonio Benevoli.
La discussione della sua tesi (per la quale meritò la “magna cum laude”) fu così interessante che Cosimo III de’ Medici gli assegnò nel 1730 il ruolo di incisore anatomico e chirurgo maggiore all’Università di Pisa, sperando così di trattenerlo in Toscana.

### Esperienza a Milano

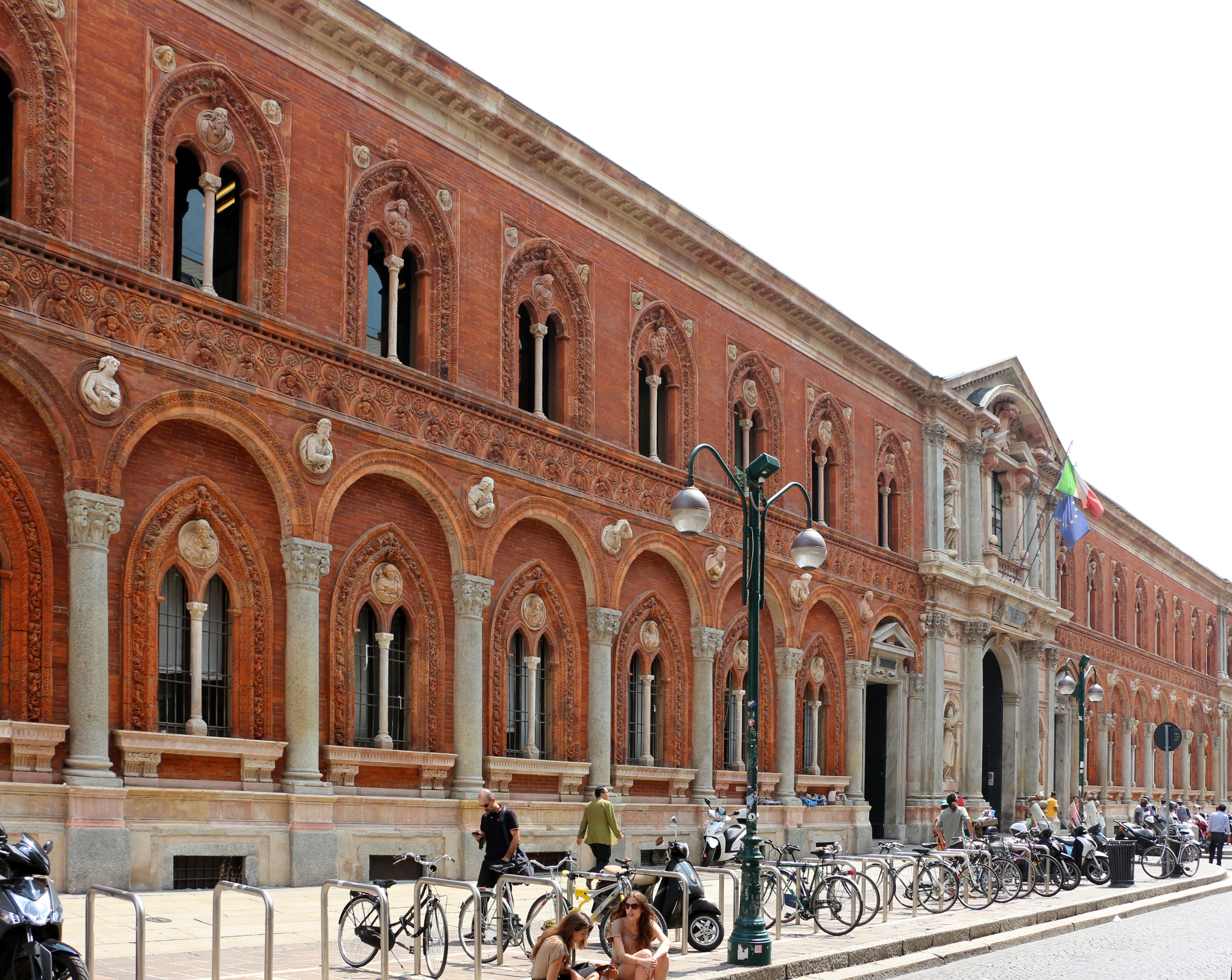
Facciata della Ca' Granda (odierna Università Statale di Milano), dove il Moscati si perfezionò

Nel 1735 il Capitolo dell’Ospedale Maggiore di Milano, per sostituire il dimissionario Giacomo Crivelli, chiamò Moscati come incisore anatomico alla Ca’ Granda (così chiamata amichevolmente dai milanesi). 
All’epoca, all’Ospedale Maggiore, le operazioni di litotomia erano effettuate da barbieri cirusici: ognuno di loro praticava solo determinate operazioni. C’era un cerusico specialista per l’operazione dei calcoli o litotomista, uno specialista per le ernie o erniotomista, un altro per la cataratta ed uno per i salassi.
Moscati aveva il compito di creare di sana pianta la “chirurgia” nell’Ospedale di Milano, sottraendo i pazienti dalle mani di norcini e barbieri, per affidarli alle cure di dottori laureati e preparati in ogni ramo dell’anatomia, della patologia e della terapeutica.  Insomma, doveva riuscire a riunire tutte le specialità ereditate dai cerusici per costituire una scuola chirurgica unica e completa.
Inizialmente il ruolo di Moscati all’interno dell’Ospedale Maggiore di Milano prevedeva l'insegnamento della chirurgia minore e dell'anatomia per mezzo di dissezioni, nelle quali era aiutato da due vice-incisori. Moscati teneva lezioni teoriche su organi, apparati e tessuti disposti sul tavolo anatomico e preparati preventivamente dai suoi aiutanti, nei locali della Brugna dell’Ospedale Maggiore. Il corso di studi si svolgeva nell'arco di tre anni, tempo nel quale gli studenti affrontavano l’anatomia di testa e torace, l’anatomia dell’addome e nell’ultimo anno istologia e miologia. Molte lezioni si potevano tenere solo nei mesi invernali per questioni igieniche e di temperatura. 
Moscati inoltre si impegnò nel rinnovamento della didattica, della strumentazione e della formazione del personale.
Nel 1739, l'Inquisitore generale di Milano, Padre Domenico Liboni da Ferrara, nominò Moscati Chirurgo del Santo Uffizio, con il ruolo di dare consulti medici all'Inquisizione.

### Alla scuola di Levret a Parigi

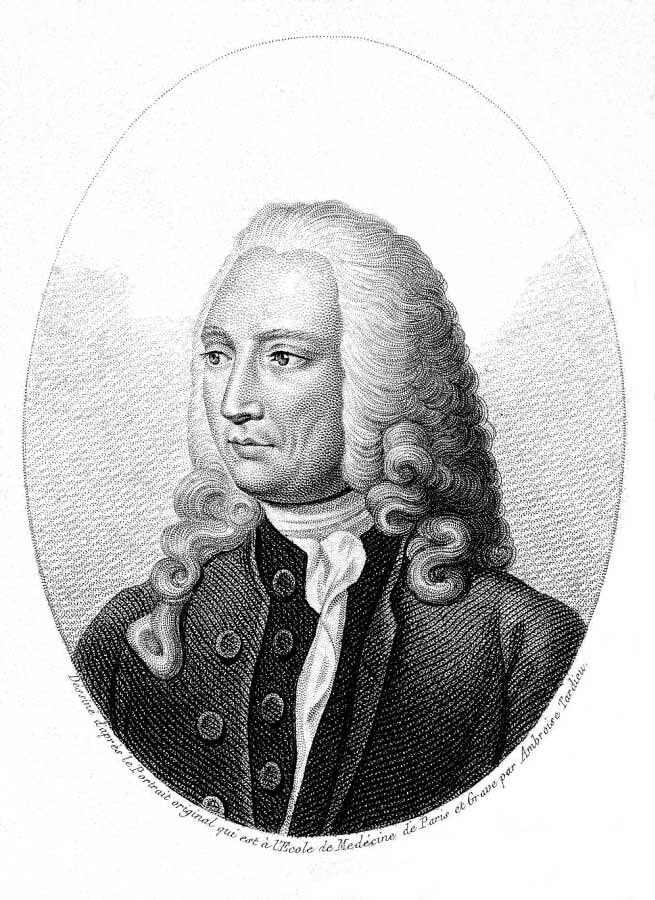
André Levret

Bernardino Moscati, il 25 settembre 1750, chiese al Capitolo dell’Ospedale licenza e lettera di raccomandazione per recarsi a Parigi con il fine di aggiornarsi soprattutto presso la scuola del celebre chirurgo André Levret sul trattamento dei parti distocici che tante delusioni gli avevano procurato a Milano. Non è ben chiaro se il viaggio fosse stato progettato dall’imperatrice Maria Teresa, come sostenuto dal Freschi, oppure, stando all’Ordinazione Capitolare del settembre 1750, parrebbe trattarsi di una risoluzione personale fondata sul fatto che un altro allievo del maestro Benevoli, Angelo Nannoni, si era recato presso le scuole parigine per aggiornamento professionale. A Parigi fu accolto quale “associé etranger” alla prestigiosa Académie Royale de Chirurgie che gli permise, tra il 1757 e il 1774, di presentare e successivamente pubblicare alcune osservazioni sulle proprie “Mémoires” (trattasi di osservazioni e studi fatti all’Ospedale Maggiore di Milano), come:
- Observations sur un étranglement particulier d’intestin ed Observations sur un nouvel anus (1757)[10]
- Mémoire sur la fracture du col de l’humerus (1768)[11], celebre per la novità della realizzazione di un apparecchio che per contenere con sicurezza i frammenti ossei, utilizzava tele e stoppe previamente immerse nel bianco d’uovo e poi spremute e adattate in sede di frattura
- Mémoire sur l’amputation des amygdales (1774)[12] sulla tonsillectomia

Inoltre il Moscati fu tra i primi a praticare con successo la laparocentesi e la toracocentesi delle quali riferisce Francesco Biumi nelle sue Observationes anatomicae.
Pare che a Parigi il Moscati abbia avuto il privilegio di osservare il forcipe, strumento identificato come una pinza scomponibile creato dai fratelli Chamberlen, in particolar modo attribuito a Peter Chamberlen, che il celebre chirurgo André Levret aveva definitivamente elaborato dopo anni di ricerche. 
Durante i diversi mesi trascorsi nella capitale francese il Moscati ebbe anche l’occasione di dar prova della propria abilità chirurgica di fronte ai suoi colleghi francesi praticando un intervento di litotomia alla presenza di illustri chirurghi e perfettamente riuscito come trascritto dal Verga in una lettera del chirurgo Jean Verdier de Bondy.

### Il ritorno a Milano
Dopo l'esperienza parigina, Moscati decise di tornare a Milano, dove promosse l'istituzione di nuovi corsi di studio e perfezionamento. 
Per aiutare i giovani chirurghi nella loro professione fu promotore dell’Accademia e Scuola di litotomia dell’Ospedale Maggiore di Milano che vide la luce nel 1755. Alla base dell’insegnamento c’era sempre lo studio dell’anatomia; inoltre, prima di operare un paziente, l’allievo doveva ripetere più volte l’intervento su cadaveri, così da appropriarsi di una buona “manualità” oltre che della teoria anatomica.
Per limitare la mortalità dei neonati durante il parto, istituì nel 1760 l’Insegnamento ostetrico nelle scuole chirurgiche. Questa scuola non si occupava solo di formare delle levatrici, ma era soprattutto fondamentale per la formazione di chirurghi in grado di affrontare anche parti complicati. Le scuole di perfezionamento fondate dal Moscati consentivano di ottenere un diploma che poteva essere convertito in una vera e propria laurea in seguito ad esame presso il Nobile Collegio dei Fisici o presso un’Università. La scuola assurse ad un livello di fama e importanza tale da essere equiparata ad un’Università governativa. Negli anni formò chirurghi celebri quali Giovanni Battista Palletta e Giovanni Battista Monteggia. 
In quegli anni furono istituite le prime cattedre universitarie di ostetricia in Italia. Fino ad allora questa disciplina era praticata esclusivamente dalle donne, in quanto considerata quasi indegna per l’uomo, avviandosi così a diventare una branca importante della chirurgia.

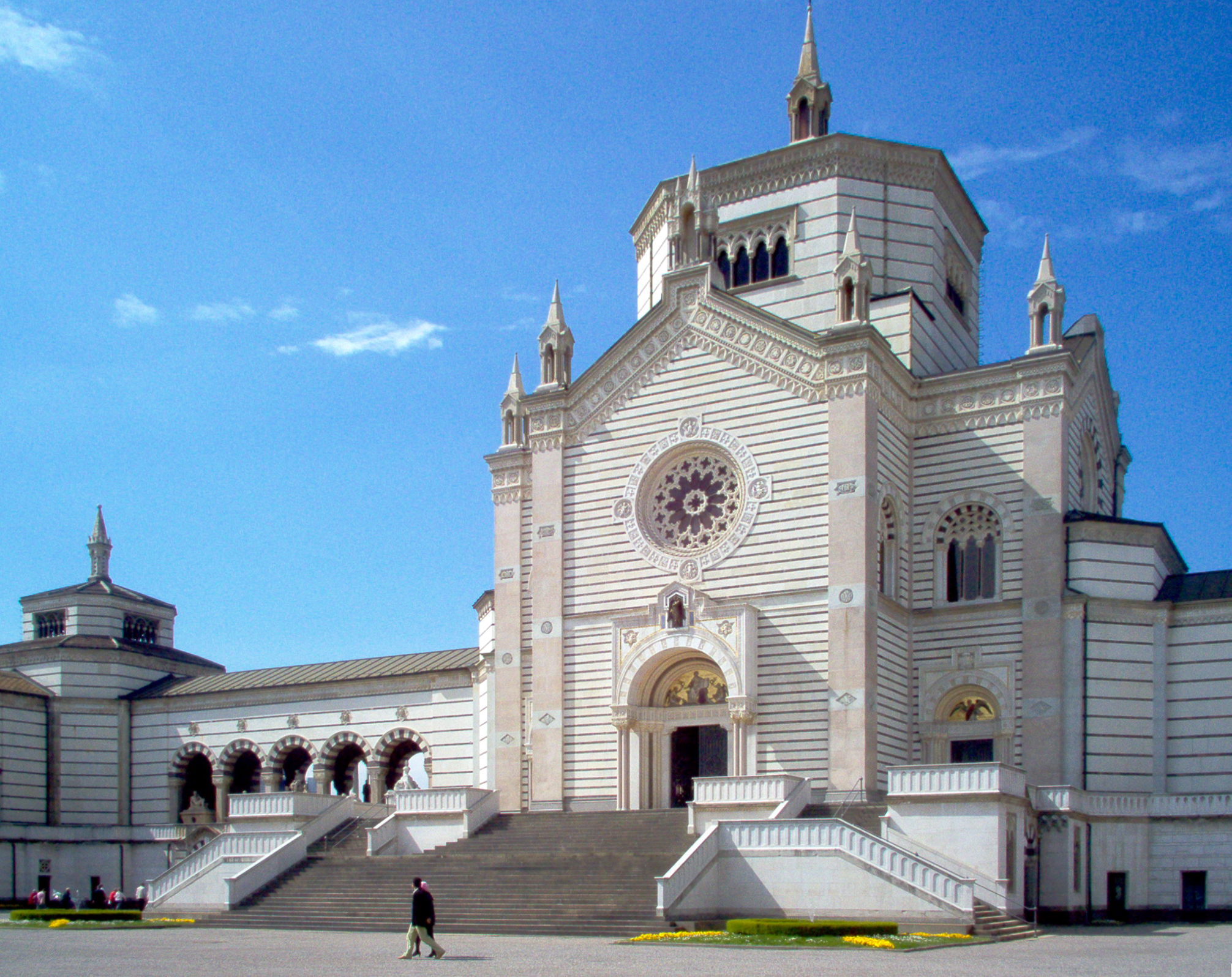
Il Famedio del Cimitero Monumentale di Milano

Moscati fu un precursore del taglio cesareo in Italia, cercando di intervenire sulla donna gravida per salvare il bimbo, nel caso di particolari difficoltà al momento del parto.

### Fine carriera e morte
Nel 1772, all’età di 74 anni, Moscati chiese di essere messo a riposo ed espresse il desiderio di essere sostituito da suo figlio Pietro Moscati, che in quel momento era professore di Anatomia, Chirurgia e Ostetricia all’Università degli Studi di Pavia. Muore a Milano il 17 settembre 1798, all'età di 92 anni. Ancora oggi è possibile visitare la sua lapide commemorativa presso il Famedio del Cimitero Monumentale di Milano.

## Ostetricia
Uno dei maggiori contributi di Bernardino Moscati è quello fornito all’ambito ostetrico. Nel 1750, infatti, durante il suo soggiorno a Parigi, fu ospite di uno dei più celebri chirurghi francesi del tempo: Antoine Louis, che ebbe aperte le porte di tutte le principali cliniche e soprattutto di quella ostetrica del Levret. Durante la sua permanenza a Parigi, Moscati approfondì molto l’arte chirurgica ed ostetrica, studiando anche presso l’Accademia Medica di Francia dove apprese le norme del parto strumentale. 

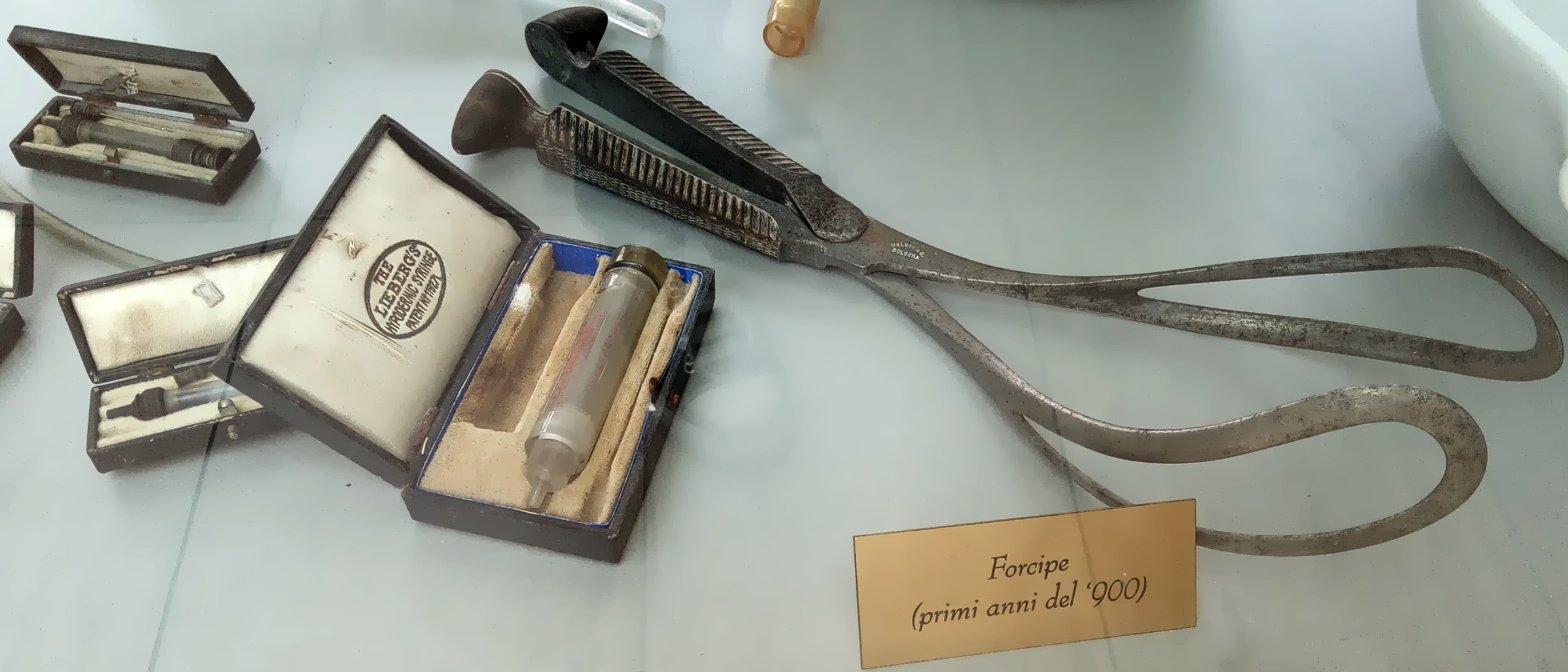
Forcipe del 1900

Bernardino Moscati prestò grande attenzione ai parti distocici e proprio per questo motivo fu particolarmente attento all’innovazione di uno strumento inventato precedentemente dai fratelli Chamberlen: il forcipe. Al tempo lo strumento non era ancora in commercio, ma era stato utilizzato in Francia ed in Inghilterra. Si trattava di una pinza scomponibile in grado di estrarre il feto dall’utero in caso di distocia, e fu proprio Moscati ad introdurlo in Italia, in particolare nell’Ospedale Maggiore di Milano, nella seconda metà del XVIII secolo.
Il principale merito di Moscati fu senza dubbio l’istituzione di un corso di ostetricia rivolto ai praticanti di chirurgia e alle comari: coloro che assistevano la partoriente. La prima scuola di ostetricia per levatrici fu creata proprio presso l’Ospedale Maggiore di Milano. L’istituzione della stessa fu un evento cittadino rilevante a tal punto da avere risonanza nazionale. L’obiettivo era quello di fornire assistenza alla partoriente su ogni fronte e di trasformare quelle che precedentemente erano semplici aiutanti in vere e proprie professioniste, con una solida preparazione nel campo della fisiopatologia del parto. Non esiste traccia delle lezioni impartite in quanto, nonostante fossero state trascritte, i manoscritti non sono giunti sino ai giorni nostri, ma sappiamo che queste si incentravano soprattutto sulle dissezioni anatomiche. L’interesse di Moscati relativamente all’ostetricia, infatti, era quello di assicurarsi che anche la vita della partoriente venisse preservata in seguito ad un parto, e per fare ciò era necessario conoscere perfettamente l’anatomia. In particolare, Moscati aveva vissuto nel periodo in cui fu effettuato il primo taglio cesareo e le prime sperimentazioni per salvare non solo madre e bambino, ma anche i genitali materni, in modo da renderli idonei per altre gravidanze.

## Innovazione nella cura delle ernie
Nel Settecento era uso per i medici laureati non occuparsi della cura delle ernie, lasciandola ai norcini. Tuttavia in seguito ai numerosi casi di complicanze, Moscati volle sottrarre la cura delle ernie all’empirismo di questi ultimi, offrendosi di operare tutti i pazienti con ernia, senza alcun compenso ma chiedendo al Capitolo dell’Ospedale di continuare a remunerare i norcini. 
Nel 1749 Moscati riuscì a riunire tutti i malati di ernia nella “Corsia degli Scalini” (conosciuta poi con il nome di Sala Forza); questo luogo divenne un vero e proprio istituto specializzato per la cura delle ernie. 
Grazie a questi cambiamenti, l’erniotomia cominciò a essere insegnata con criteri più scientifici, che si basavano su uno studio accurato dell’anatomia, svolto prevalentemente con le dissezioni anatomiche. Nel 1749 Moscati eseguì pubblicamente un’erniotomia per istruire i chirurghi presenti. All’esperienza pratica dei norcini rimase solo l’applicazione dei cinti ernari, chiamati allora “legature” (per il contenimento delle ernie), l’operazione della castrazione (quando necessaria) e le litotomie. 
Moscati si accorse di quanto fosse importante poter intervenire subito sulle ernie per evitare il pericolo maggiore, vale a dire la possibilità di uno “strozzamento”. Il maestro comprese la necessità di realizzare un “pronto soccorso di chirurgia d’urgenza”, un luogo in cui il personale sanitario rimaneva a turno in ospedale giorno e notte, a disposizione per interventi d’urgenza. Il primo “Istituto di Guardia” ebbe la sua sede proprio nella “Corsia degli Scalini” all’interno della Ca' Granda, e fu creato, ideato e diretto da Moscati.